# 好浦維爾原住民郡政府
好浦維爾原住民郡（Aboriginal Shire of Hope Vale）是澳大利亞昆士蘭州的地方政府，轄境有1,118平方公里；2006年，人口有914人

## 自治會
自治會內有4位民意代表與1位郡長；郡長為直選。